# Filmstaden
Pour les studios de tournage suédois, voir Filmstaden (Solna).

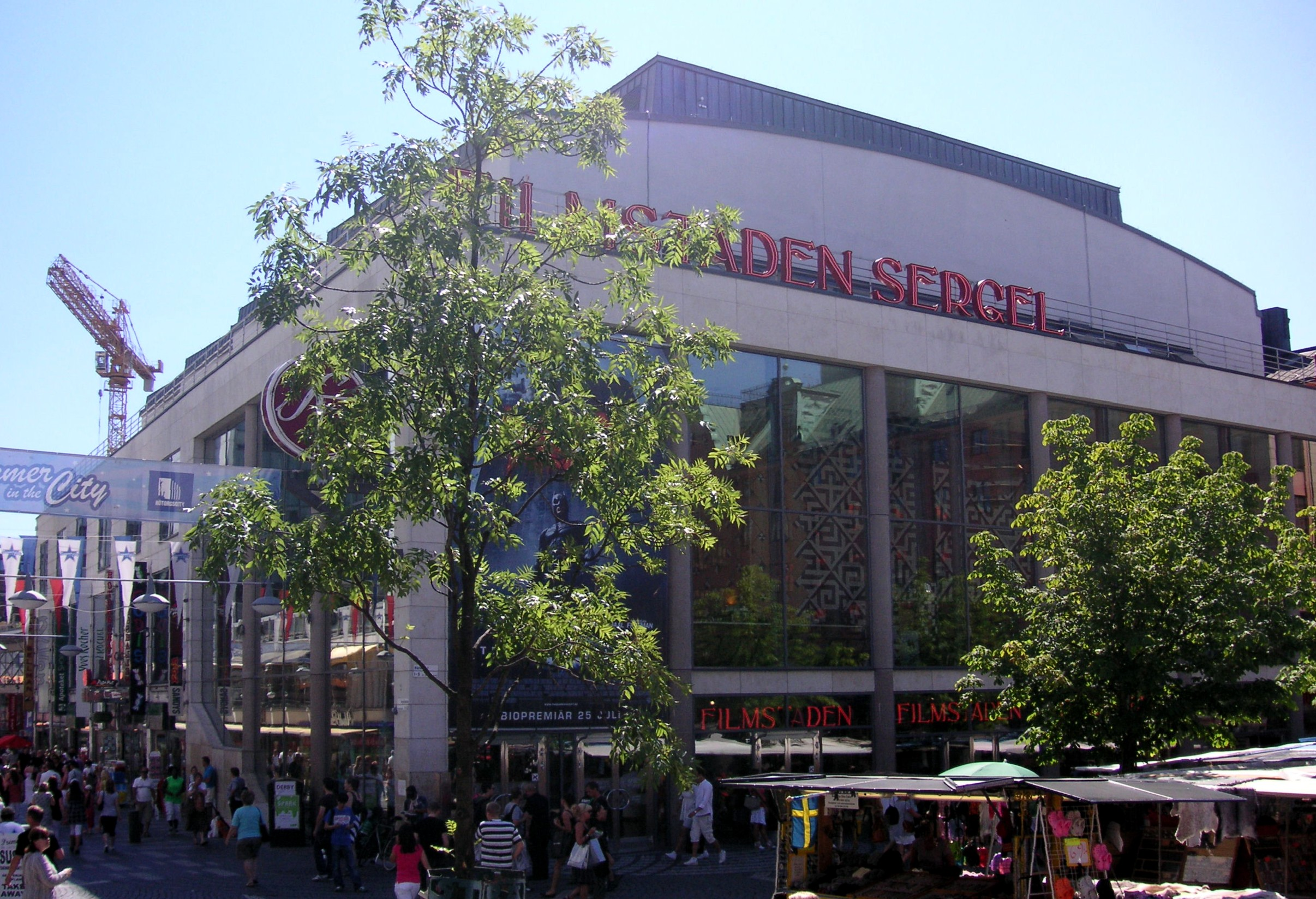
Le Filmstaden Sergel, sur la place publique Hötorget.

Filmstaden est le nom, depuis 1980, des cinémas multiplexes de la chaîne de salles de cinéma suédoise SF, devenu SF Bio en 1998.
Le premier Filmstaden a ouvert en 1980, au niveau des voies publiques Mäster Samuelsgatan et Regeringsgatan, à l'emplacement de l'actuel commerce John Wall.
La région métropolitaine de Stockholm, capitale de la Suède, compte huit multiplexes Filmstaden, dont le Filmstaden Sergel, le Filmstaden Söder, le Filmstaden Heron City, le Filmstaden Camera, le Filmstaden Kista, le Filmstaden Råsunda, le Filmstaden Vällingby et le Filmstaden Sickla.